# 효자로 (서울)
효자로(孝子路, Hyoja-ro)는 서울특별시 종로구 적선동 36-2에서 궁정동 9-12을 잇는 약 1.3 km의 도로이다. 경복궁 서쪽 담과 붙어 있으며, 한때 서울전차가 운행하였다.

## 연혁
- 1966년 11월 26일 : ‘중앙청(종로구 세종로 1)~효자동(종로구 효자동 139)’ 구간을 효자로(孝子路)로 지정[1]
- 1972년 11월 26일 : 효자동~세검정 간을 효자로에 편입
- 1984년 11월 7일 : 칠궁을 기준으로 북쪽을 자하문길로 분리
- 2010년 7월 2일 : 도로명 주소 고시

## 주요 경유지
서울특별시
- 종로구 (적선동 - 세종로 - 통의동 - 창성동 - 효자동 - 궁정동)

## 노선
| 교차로       | 접속 노선    | 소재지 | 소재지     | 비고             |
| ------------ | ------------ | ------ | ---------- | ---------------- |
| 정부서울청사 | 사직로       | 종로구 | 사직동     |                  |
| 정부서울청사 | 새문안로5길  | 종로구 | 사직동     |                  |
|              | 자하문로10길 | 종로구 | 청운효자동 | 교차로 이름 없음 |
| 효자동삼거리 | 청와대로     | 종로구 | 청운효자동 |                  |
|              | 창의문로     | 종로구 | 청운효자동 | 교차로 이름 없음 |
| 신교동       | 자하문로     | 종로구 | 청운효자동 |                  |
| 신교동       | 필운대로     | 종로구 | 청운효자동 |                  |

## 부속도로
- ●: 전 구간 해당
- ▲: 일부 구간 해당
- ✖: 해당 없음

| 도로명     | 기점         | 종점        | 총연장 (m) | 차량 통행 가능 | 일방통행 | 소재지 | 소재지     |
| ---------- | ------------ | ----------- | ---------- | -------------- | -------- | ------ | ---------- |
| 효자로7길  | 통의동 7-2   | 통의동 7-40 | 145        | ▲              | ✖        | 종로구 | 사직동     |
| 효자로9길  | 창성동 117-9 | 창성동 86-1 | 326        | ●              | ✖        | 종로구 | 청운효자동 |
| 효자로13길 | 궁정동 60    | 창성동 75-4 | 328        | ▲              | ✖        | 종로구 | 청운효자동 |